# Lucerna Music Bar

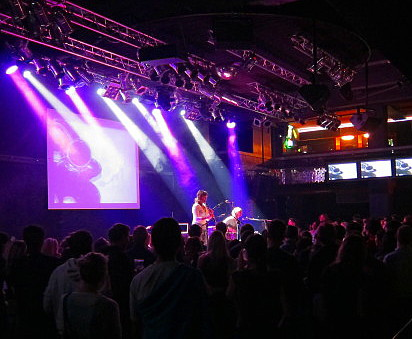
Momentka z koncertu v Lucerna Music Baru

Lucerna Music Bar je pražský hudební klub sídlící v centru města, v Paláci Lucerna na Václavském náměstí. Byl otevřen Michalem Filipem a Barborou Jarolímkovou  24. října 1995. Konají se zde páteční a sobotní diskotéky dj Jirky Neumanna, přes týden v klubu probíhají koncerty různých hudebních žánrů. Koncertovali zde například Jaromír Nohavica, Voxel, Xindl X, UDG, Mig 21, Plexis, SPS, E!E, Kritická Situace zde uspořádala v letech 2013 a 2014 své vzpomínkové koncerty. Klub se orientuje i na zahraniční kapely.  Např. Headhunters, Helmet, Hooverphonic, Dog eat dog, Mudhoney, Levellers, Gogol Bordello apod.
V roce 2021 klub v areálu Ledáren v pražském Braníku otevřel svou letní scénu, která byla velmi úspěšná, avšak u místních obyvatel velmi neoblíbená kvůli hluku a nepořádku.